# BMW Sauber F1.09
BMW Sauber F1.09  je 4. vozem formule 1 týmu BMW Sauber, který se účastnil mistrovství světa v roce 2009. Monopost byl představen 20. ledna ve Valencii.

## Popis
BMW Sauber začal pracovat na F1.09 v únoru 2008. Aerodynamické tvary vozu jim stejně jako všem ostatním týmům určovala pravidla. Přední přítlačné křídlo tvoří tři díly a je stejně široké jako celý vůz. Nos je vyšší a širší. Na čisté karoserii vozu jsou vyšší bočnice v přední části. Na zádi vozu upoutá vysoké a úzké přítlačné křídlo. Systém KERS si tým vyrobil sám.

## Technická data
- Délka: 4 690 mm
- Šířka: 1 800 mm
- Výška: 1 000 mm
- Váha: 605 kg (včetně pilota, vody a oleje)
- Rozchod kol vpředu: 1 470 mm
- Rozchod kol vzadu: 1 410 mm
- Rozvor:
- Převodovka: BMW Sauber L 7stupňová poloautomatická.
- Brzdy: Brembo
- Motor: P86/9
  - V8 90°
  - Zdvihový objem:
  - Výkon: ?/18 000 otáček
  - Vrtání:
  - Zdvih:
  - Ventily: 32
  - Mazivo: Petronas
  - Palivo: Petronas
  - Délka: 518 mm
  - Šířka: 555 mm
  - Výška: 595 mm
  - Váha: 95 kg
  - Vstřikování Magneti Marelli
  - Palivový systém Magneti Marelli
- Pneumatiky: Bridgestone

## Testy vozu F1.09
| Trať      | Datum | Jezdec            | Pořadí | Čas             | Kol |
| --------- | ----- | ----------------- | ------ | --------------- | --- |
| Valencia  | 20.1. | Robert Kubica     | 1.     | čas nezveřejněn | 73  |
| Valencia  | 21.1. | Robert Kubica     | 1.     | čas nezveřejněn | 99  |
| Valencia  | 22.1. | Robert Kubica     | 1.     | čas nezveřejněn | 116 |
| Valencia  | 23.1. | Nick Heidfeld     | 1.     | čas nezveřejněn | 92  |
| Valencia  | 24.1. | Nick Heidfeld     | 1.     | čas nezveřejněn | 91  |
| Sakhir    | 10.2. | Robert Kubica     | 3.     | 1:33.702        | 95  |
| Sakhir    | 11.2. | Robert Kubica     | 2.     | 1:34.586        | 22  |
| Sakhir    | 13.2. | Christian Klien   | 3.     | 1:33,666        | 125 |
| Sakhir    | 16.2. | Christian Klien   | 1.     | 1:32,544        | 131 |
| Sakhir    | 17.2. | Nick Heidfeld     | 3.     | 1:32,585        | 104 |
| Sakhir    | 18.2. | Nick Heidfeld     | 3.     | 1:32,993        | 82  |
| Sakhir    | 19.2. | Nick Heidfeld     | 2.     | 1:32,225        | 122 |
| Jerez     | 1.3.  | Robert Kubica     | 5.     | 1:21.292        | 47  |
| Jerez     | 2.3.  | Robert Kubica     | 2.     | 1:31,327        | 70  |
| Jerez     | 3.3.  | Robert Kubica     | 7.     | 1:21,069        | 98  |
| Jerez     | 4.3.  | Nick Heidfeld     | 3.     | 1:20,520        | 98  |
| Jerez     | 5.3.  | Nick Heidfeld     | 1.     | 1:20,052        | 123 |
| Barcelona | 9.3.  | Nick Heidfeld     | 1.     | 1:20,339        | 92  |
| Barcelona | 10.3. | Nick Heidfeld     | 6.     | 1:21,615        | 127 |
| Barcelona | 11.3. | Robert Kubica     | 3.     | 1:20,217        | 109 |
| Barcelona | 12.3. | Robert Kubica     | 7.     | 1:20,740        | 134 |
| Jerez     | 1.12. | Alexander Rossi   | 7.     | 1:20,227        | 82  |
| Jerez     | 2.12. | Esteban Gutierrez | 5.     | 1:20,190        | 68  |
| Jerez     | 3.12. | Bertrand Baguette | 6.     | 1:19,356        | 70  |

## Výsledky v sezoně 2009

### Závod a kvalifikace
| Legenda k tabulce | Legenda k tabulce                                                                       |
| Barva             | Výsledek                                                                                |
| ----------------- | --------------------------------------------------------------------------------------- |
| Zlatá             | Vítěz                                                                                   |
| Stříbrná          | 2. místo                                                                                |
| Bronzová          | 3. místo                                                                                |
| Zelená            | Bodované umístění                                                                       |
| Modrá             | Nebodované umístění                                                                     |
| Modrá             | Dokončil neklasifikován (NC)                                                            |
| Fialová           | Odstoupil (Ret)                                                                         |
| Červená           | Nekvalifikoval se (DNQ)                                                                 |
| Červená           | Nepředkvalifikoval se (DNPQ)                                                            |
| Černá             | Diskvalifikován (DSQ)                                                                   |
| Bílá              | Nestartoval (DNS)                                                                       |
| Bílá              | Závod zrušen (C)                                                                        |
| Světle modrá      | Pouze trénoval (PO)                                                                     |
| Světle modrá      | Páteční testovací jezdec (TD)                                                           |
| Bez barvy         | Netrénoval (DNP)                                                                        |
| Bez barvy         | Vyřazen (EX)                                                                            |
| Bez barvy         | Nepřijel (DNA)                                                                          |
| Bez barvy         | Odvolal účast (WD)                                                                      |
| Bez barvy         | Nezúčastnil se (prázdné)                                                                |
| Označení          | Význam                                                                                  |
| Tučnost           | Pole position                                                                           |
| Kurzíva           | Nejrychlejší kolo                                                                       |
| †                 | Jezdec nedojel do cíle, ale byl klasifikován, protože odjel více než 90 % délky závodu. |
| ‡                 | Byl udělován poloviční počet bodů, protože bylo odjeto méně než 75 % délky závodu.      |
| Horní index       | Umístění bodujících jezdců ve sprintu                                                   |

| Rok  | Šasi | Motor            | Pneu | Jezdci      | 1   | 2   | 3   | 4   | 5   | 6   | 7   | 8   | 9   | 10  | 11  | 12  | 13  | 14  | 15  | 16  | 17  | Body   | Pořadí |
| ---- | ---- | ---------------- | ---- | ----------- | --- | --- | --- | --- | --- | --- | --- | --- | --- | --- | --- | --- | --- | --- | --- | --- | --- | ------ | ------ |
| 2009 | BMW  | BMW P86/9 2.4 V8 | B    | Závod       | AUS | MAL | CHN | BHR | ESP | MON | TUR | GBR | GER | HUN | EUR | BEL | ITA | SIN | JPN | BRA | ABU | 36     | 6      |
| 2009 | BMW  | BMW P86/9 2.4 V8 | B    | Kubica      | 14  | Ret | 13  | 18  | 11  | Ret | 7   | 13  | 14  | 13  | 8   | 4   | Ret | 8   | 9   | 2   | 10  | 36     | 6      |
| 2009 | BMW  | BMW P86/9 2.4 V8 | B    | Heidfeld    | 10  | 2   | 12  | 19  | 7   | 11  | 11  | 15  | 10  | 11  | 11  | 5   | 7   | Ret | 6   | Ret | 5   | 36     | 6      |
| 2009 | BMW  | BMW P86/9 2.4 V8 | B    | Kvalifikace | AUS | MAL | CHN | BHR | ESP | MON | TUR | GBR | GER | HUN | EUR | BEL | ITA | SIN | JPN | BRA | ABU | Průměr | Průměr |
| 2009 | BMW  | BMW P86/9 2.4 V8 | B    | Kubica      | 4   | 6   | 17  | 13  | 10  | 18  | 10  | 12  | 16  | 18  | 10  | 5   | 13  | 9   | 13  | 8   | 7   | 11,12  | 11,32  |
| 2009 | BMW  | BMW P86/9 2.4 V8 | B    | Heidfeld    | 9   | 10  | 11  | 14  | 13  | 17  | 11  | 15  | 11  | 15  | 11  | 3   | 15  | 8   | 6   | 19  | 8   | 11,53  | 11,32  |

### Přehled umístění v tréninku
| Jezdci        | 1   | 1   | 1    | 2   | 2   | 2    | 3   | 3   | 3    | 4   | 4   | 4    | 5   | 5   | 5    | 6   | 6   | 6    | 7   | 7   | 7    | 8   | 8   | 8    | 9   | 9   | 9    | 10  | 10  | 10   | 11  | 11  | 11   | 12  | 12  | 12   | 13  | 13  | 13   | 14  | 14  | 14   | 15  | 15  | 15   | 16  | 16  | 16   | 17  | 17  | 17   |
| ------------- | --- | --- | ---- | --- | --- | ---- | --- | --- | ---- | --- | --- | ---- | --- | --- | ---- | --- | --- | ---- | --- | --- | ---- | --- | --- | ---- | --- | --- | ---- | --- | --- | ---- | --- | --- | ---- | --- | --- | ---- | --- | --- | ---- | --- | --- | ---- | --- | --- | ---- | --- | --- | ---- | --- | --- | ---- |
| 2009          | AUS | AUS | AUS  | MAL | MAL | MAL  | CHN | CHN | CHN  | BHR | BHR | BHR  | ESP | ESP | ESP  | MON | MON | MON  | TUR | TUR | TUR  | GBR | GBR | GBR  | GER | GER | GER  | HUN | HUN | HUN  | EUR | EUR | EUR  | BEL | BEL | BEL  | ITA | ITA | ITA  | SIN | SIN | SIN  | JPN | JPN | JPN  | BRA | BRA | BRA  | ABU | ABU | ABU  |
| BMW Sauber    | I.  | II. | III. | I.  | II. | III. | I.  | II. | III. | I.  | II. | III. | I.  | II. | III. | I.  | II. | III. | I.  | II. | III. | I.  | II. | III. | I.  | II. | III. | I.  | II. | III. | I.  | II. | III. | I.  | II. | III. | I.  | II. | III. | I.  | II. | III. | I.  | II. | III. | I.  | II. | III. | I.  | II. | III. |
| Robert Kubica | 13  | 15  | 9    | 13  | 17  | 11   | 18  | 17  | 12   | 3   | 17  | 7    | 3   | 16  | 5    | 16  | 20  | 18   | 16  | 3   | 5    | 20  | 11  | 20   | 14  | 14  | 18   | 11  | 14  | 11   | 12  | 7   | 3    | 9   | 8   | 6    | 11  | 5   | 10   | 8   | 10  | 5    | 15  | 10  | 17   | 14  | 12  | 19   | 11  | 20  | 8    |
| Nick Heidfeld | 11  | 14  | 10   | 18  | 20  | 15   | 16  | 18  | 11   | 2   | 20  | 10   | 4   | 17  | 20   | 17  | 17  | 19   | 17  | 16  | 14   | 13  | 15  | 18   | 11  | 11  | 10   | 12  | 9   | 2    | 15  | 17  | 13   | 14  | 16  | 1    | 5   | 7   | 3    | 14  | 4   | 6    | 16  | 17  | 12   | 12  | 15  | 9    | 5   | 13  | 5    |